# 独立城 (肯塔基州)
独立城（英語：Independence），是美国肯塔基州的一座城市。建立于1842年，面积约为45.8平方公里（17.7平方英里）。根据2010年美国人口普查，该市的人口为24,757人。